# Oproaia
Oproaia – wieś w Rumunii, w okręgu Jassy, w gminie Țibana. W 2011 roku liczyła 173 mieszkańców.